# 哈塞·博里
哈塞·博里（瑞典語：Hasse Borg，1953年8月4日—），生于厄勒布鲁，瑞典男子足球运动员，司职后卫，1976年完成成年国家队首秀。他曾代表瑞典国家队参加1978年国际足联世界杯，结果队伍止步小组赛阶段。